# 納赫拉戰役
納赫拉戰役（英語：Battle of Nájera）是百年戰爭的一場戰役，于1367年4月3日在卡斯蒂利亚纳赫拉东北部爆发。此場戰役表現出黑太子愛德華的戰場掌控能力。戰役也是西班牙史的一部分，愛德華太子擁立的佩德羅一世成功成為卡斯蒂利亚国王。而法國統帥貝特朗·杜·蓋克蘭遭到俘虜，成為愛德華傳說的一部分。

## 戰爭背景
卡斯提爾有兩位競爭者，伊夫雷亞王朝的佩德羅一世，以及特拉斯塔馬拉王朝的亨利二世。
英法雙方都希望對方能倒向自己，佩德羅向英國提出請求，願意付出大筆金錢。黑太子愛德華有沒有相信他真的會給這筆錢無法得知，但是他確實出兵了。
亨利二世也決定向法國提出請求，雖然法國方面的軍力提供不多，但是派出了貝特朗·杜·蓋克蘭作為將軍。蓋克蘭在此前已經有多起戰役展現自己的能力，他以費邊戰術成功的讓法國在軍隊素質以及戰術都落後於英國時，能夠擊敗英軍甚至反擊奪回領土。

## 戰役結果
愛德華在此戰役中染上疾病。愛德華太子未跟英國所要軍費，單純只使用其封地阿基坦的資金，因此阿基坦地區的稅十分高昂。而佩德羅一世聲稱會提供的金錢也只提供很少部分。俘虜法國將軍的贖金也無法補足巨大的財務缺口。在愛德華剛開始至阿基坦時便徵收了灶火税，在戰爭後又增加了更多的稅，使得阿基坦各地開始支持法國，利摩日開門支持法國，而愛德華之後帶兵血洗了利摩日，又成為了愛德華傳說的一部分。之後愛德華的身體因疾病日益虛弱，最終在蓬瓦兰战役中病死。